# Японские фонари

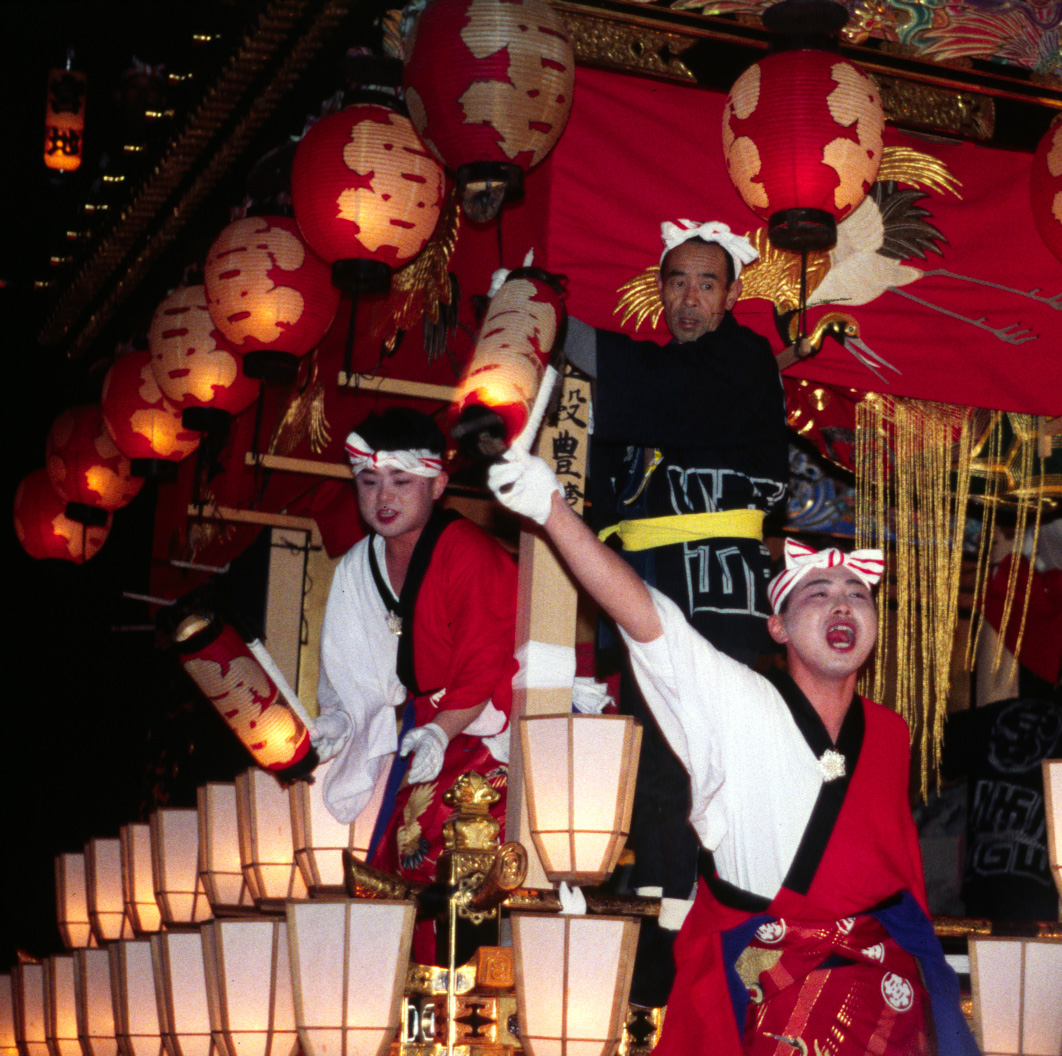
Три вида фонарей освещают ночной фестиваль в Титибу

Японские фонари бывают разных видов: андон, бомбори, тётин, торо.

## Андон
Андон (яп. 行灯, идущий свет) — это фонарь с бумажным абажуром на бамбуковом, металлическом или деревянном корпусе. Бумага защищает огонь от ветра. Свет испускает горящий в каменной или керамической лампе масляный фитиль. Масло обычно рапсовое или сардиновое, а фитиль делают из хло́пка. Свечи не используются из-за дороговизны.

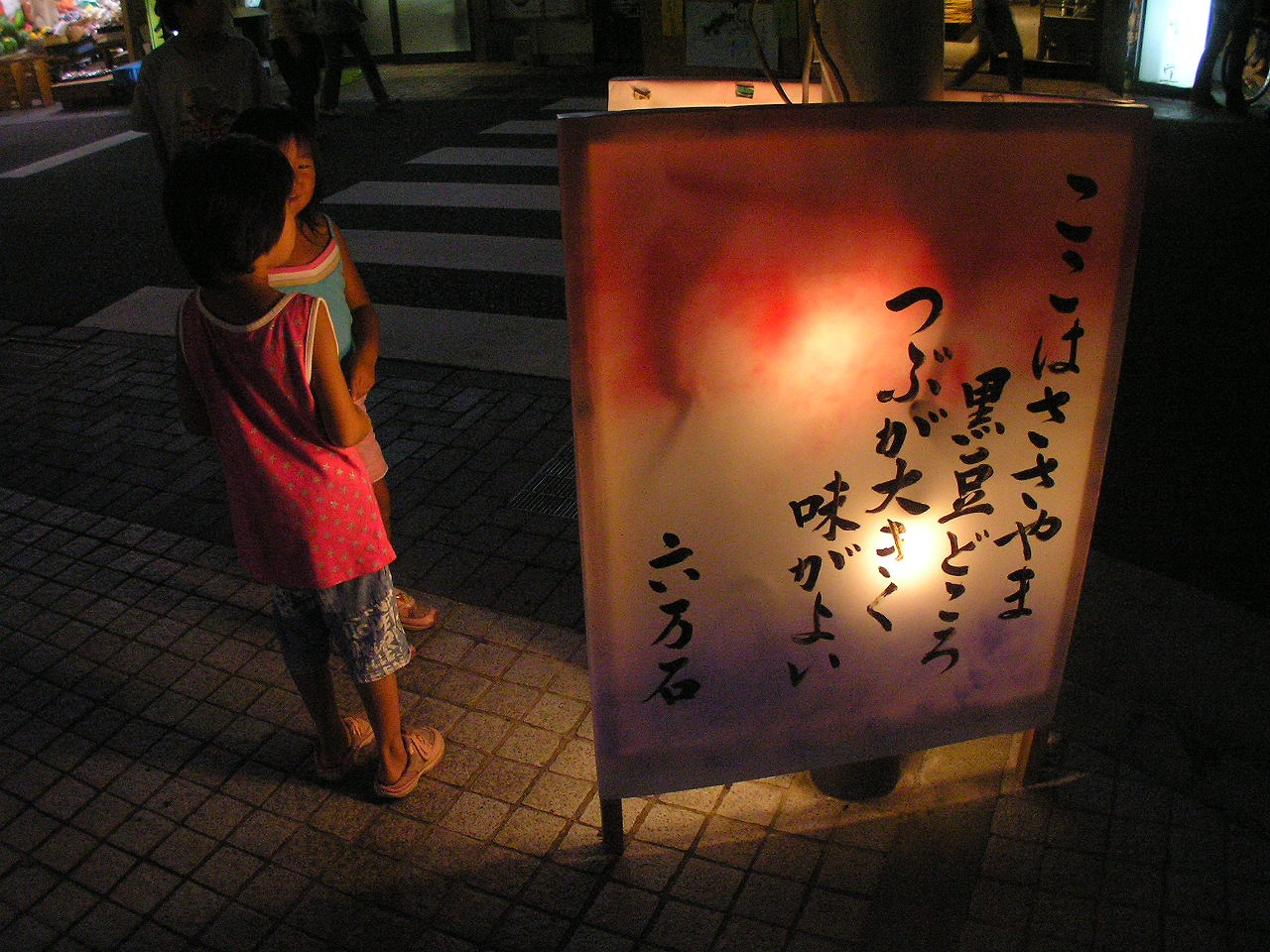
Андон

Андон стал популярен в период Эдо. Первые андоны носили в руках; их можно также ставить на стену или на землю. Большинство андонов имеет вертикальную форму; у некоторых есть ящичек в основании, туда можно сложить спички, масло и запасные фитили. Наверху андона делают ручку для переноски. Разновидность андона для использования внутри зданий — окиандон. Существует также энсю андон без ящичка внизу. Название присиходит либо от имени Кобори Энсю, жившего в конце периода Адзути-Момояма, либо от слова энсю (яп. 円周 энсю:, круг). Ещё один вид андонов — ариакэ андон, прикроватный светильник. Под крыши магазинов вешают какэ андон с написанным на бумаге именем продавца.
Выражение хиру андон (яп. 昼行灯, дневная лампа) означает «бесполезный», а Синим андоном называют одного из призраков, по повериям, появляющегося из обёрнутого синей бумагой андона.

## Бомбори

Бомбори

Бомбори (яп. 雪洞, дословно «снежная пещера»; атэдзи) — это маленький андон с шестигранным корпусом. В гимне киотосских гейш Гион коута (яп. 祇園小唄, баллада о Гионе) есть такой куплет:

Лето. Наслаждаюсь ночной прохладой.

У бомбори на белой шее

Красная помада и незаметные слёзы.

Я горю словно костёр Даймондзи:

Возлюбленный Гионом дарари-оби!

Оригинальный текст (яп.)夏は河原の夕涼み

白い襟あしぼんぼりに

かくす涙の口紅も

燃えて身をやく大文字

祇園恋しや　だらりの帯よ

## Тётин
Тётин (яп. 提灯 тё:тин, свет, который несут) отличается от андона конструкцией: цилиндрический абажур тётина удерживает бамбуковая спираль. Наверху у тётина ручка. Сегодня в Японии выпускают сувенирные пластиковые тётины с электрическими лампочками. Самое раннее упоминание тётина относится к 1085 году.

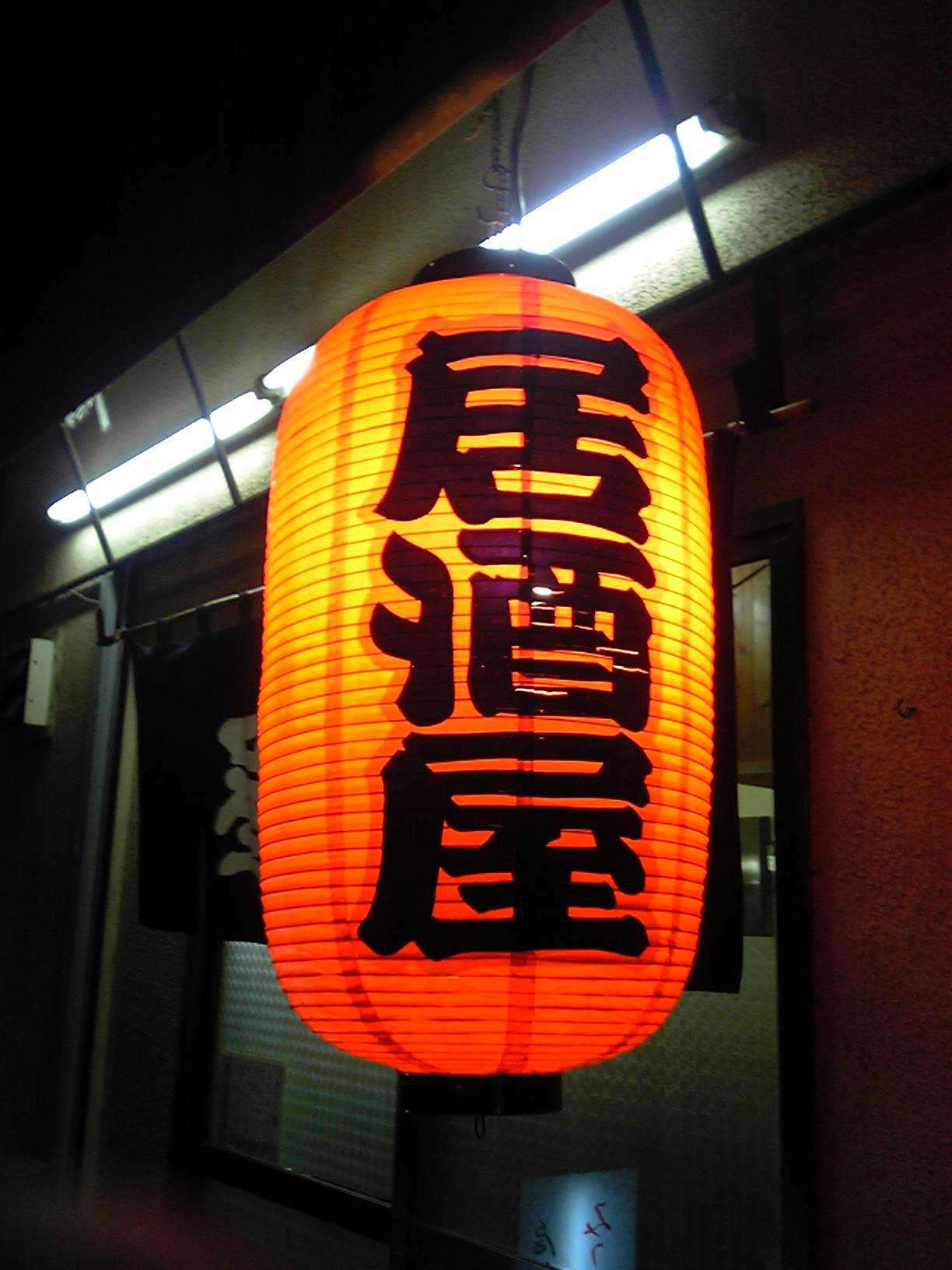
Акатётин у входа в идзакая

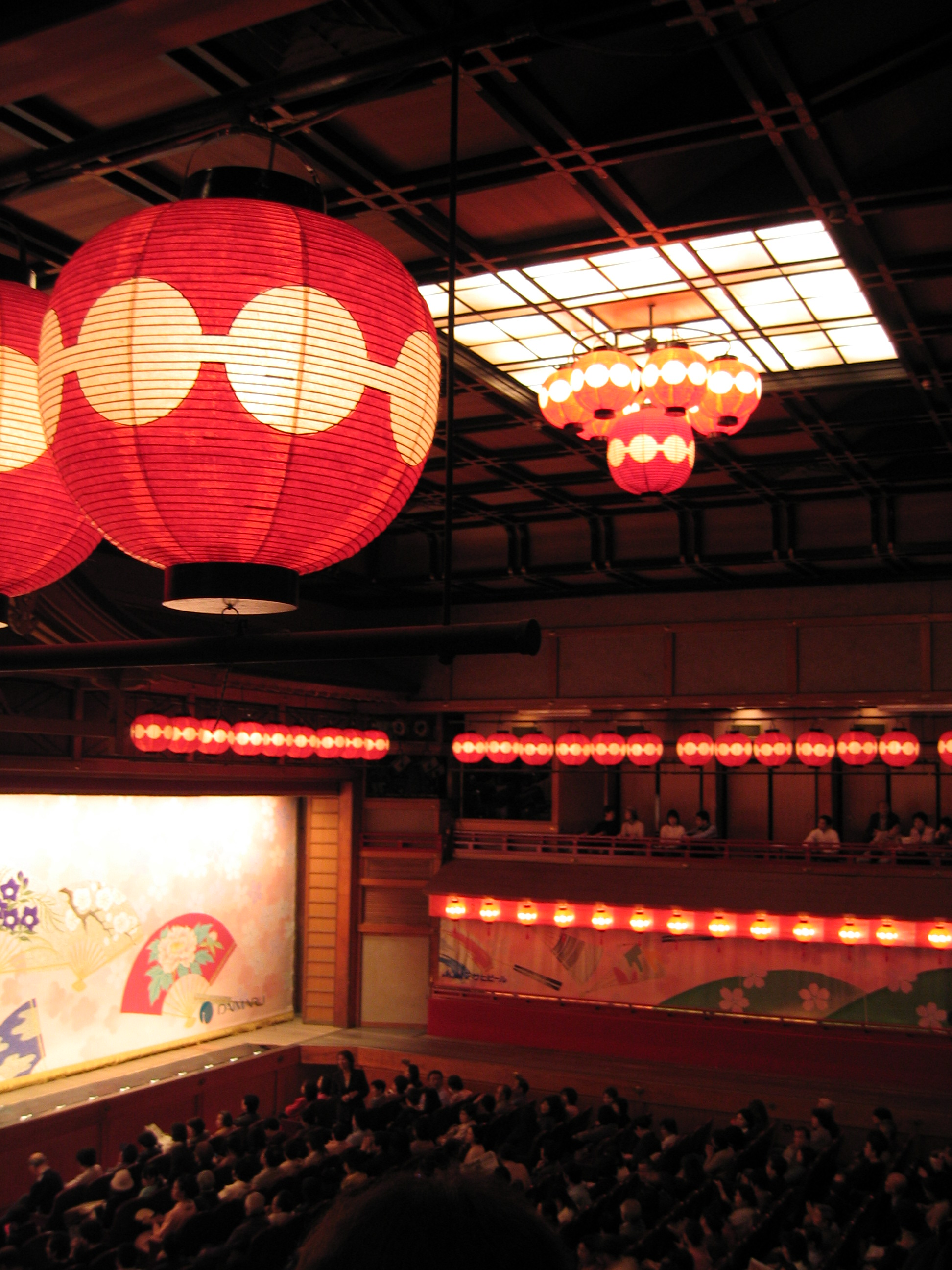
Тётины с гербом Гиона на представлении Мияко одори

Акатётин, красный фонарь, вывешивается у идзакая (питейное заведение).
В ханамати вывешивают фонари с гербом квартала: в Гионе белые данго, в Понто-тё ржанка тидори.

## Торо

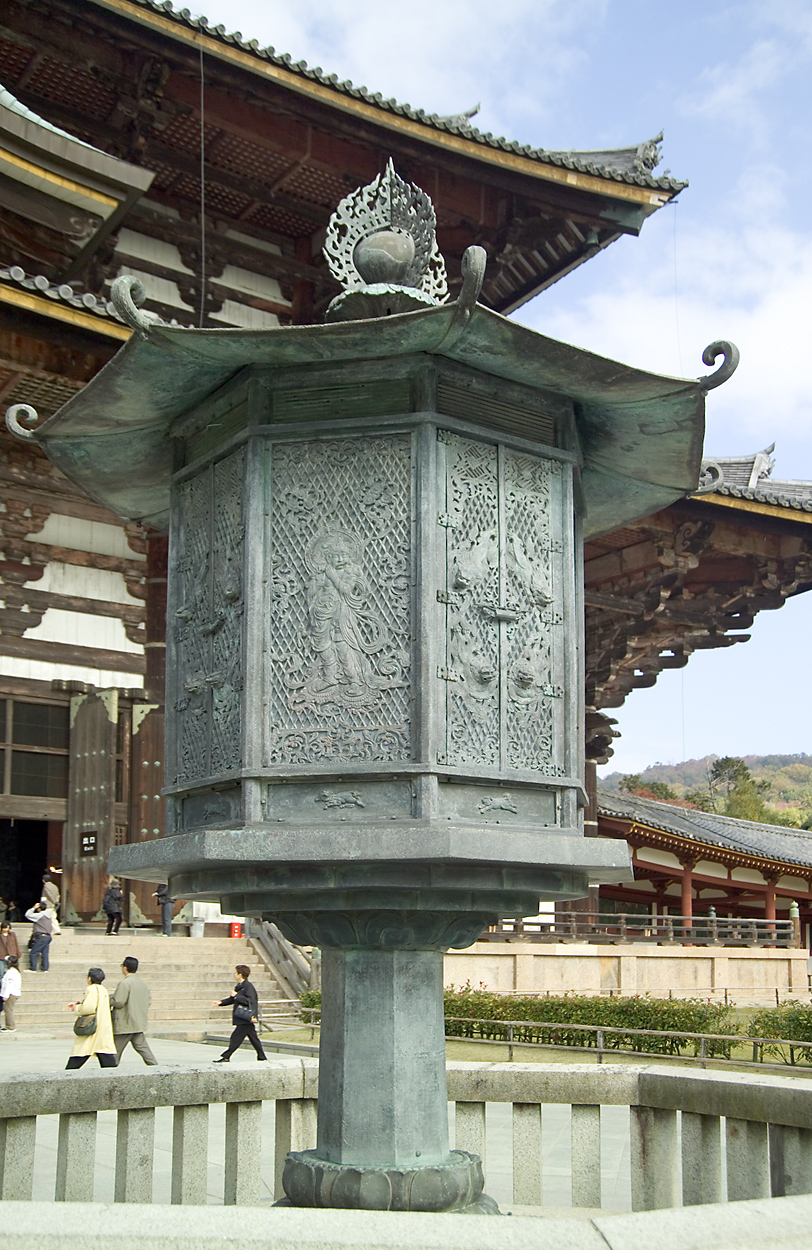
Бронзовый торо в Тодай-дзи (Нара)

Слово торо (яп. 灯篭 то:ро:, фонарь-дракон) раньше означало просто «фонарь», сегодня «торо» — это каменный, металлический, деревянный или керамический уличный фонарь. Имеет китайское происхождение. В настоящее время, чаще всего, декоративный элемент ландшафтного дизайна.